# Hradivka, Horodok
Hradivka (în ucraineană Градівка) este o comună în raionul Horodok, regiunea Liov, Ucraina, formată numai din satul de reședință.

## Demografie
Componența lingvistică a comunei Hradivka
     Ucraineană (99,87%)
     Alte limbi (0,14%)
Conform recensământului din 2001, majoritatea populației comunei Hradivka era vorbitoare de ucraineană (99,87%), existând în minoritate și vorbitori de alte limbi.